# Karel Fořt (kněz)
Karel Fořt (8. listopadu 1921, Rožmitál pod Třemšínem – 21. ledna 2014, České Budějovice) byl katolický kněz. Za 2. světové války byl vězněn gestapem, dva roky strávil na nucených pracích v Rakousku, před komunistickou zvůlí prchl přes Německo do Alžírska. Poté pracoval po řadu let jako redaktor Rádia Svobodná Evropa. Dne 28. října 2012 mu prezident Václav Klaus za vynikající zásluhy o rozvoj demokracie, humanity a lidská práva propůjčil Řád Tomáše Garrigua Masaryka.

## Život

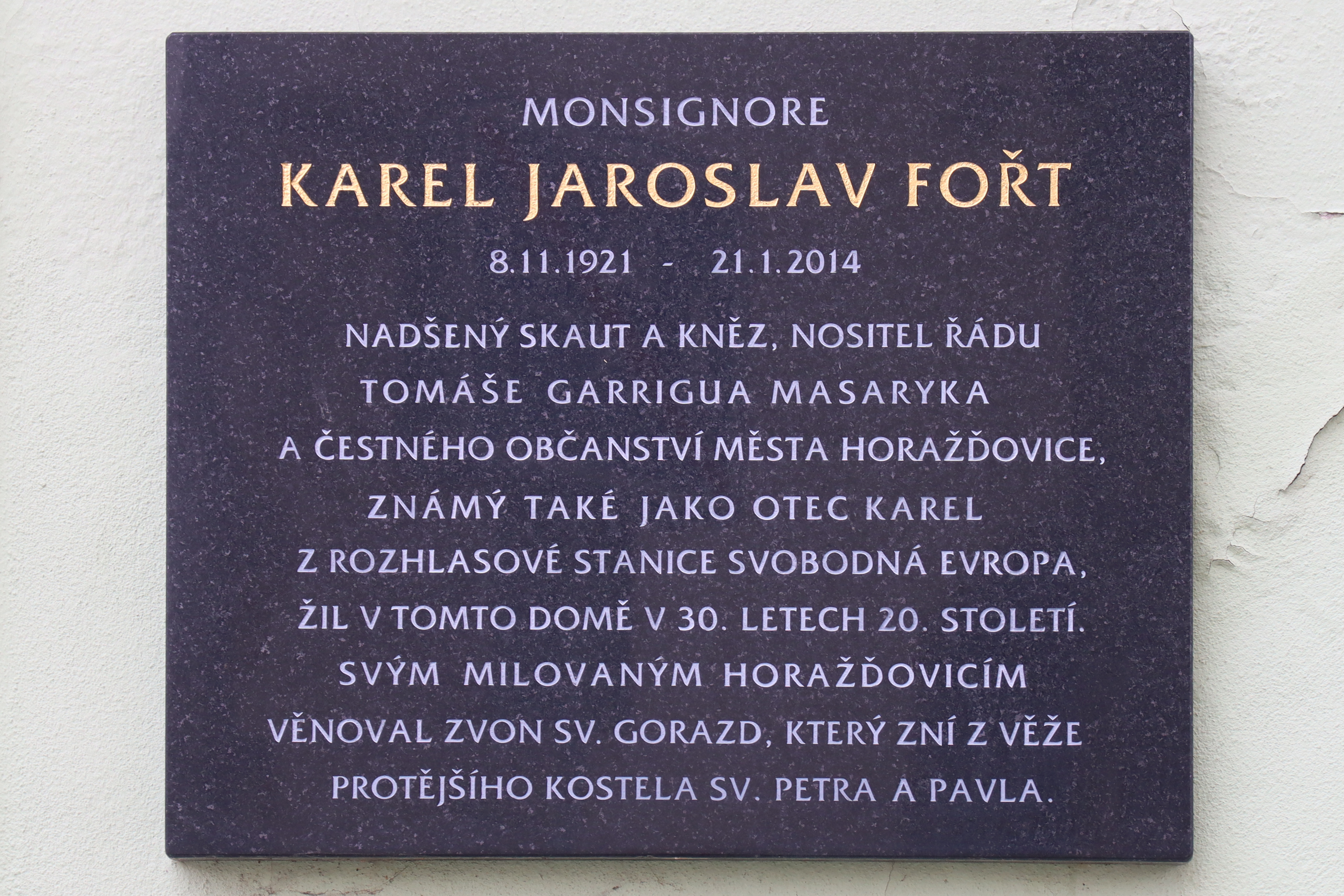
Pamětní deska v Horažďovicích

### Dětství a mládí
Své dětství v letech 1922 až 1927 trávil v malé vesničce Skočice v blízkosti Vodňan. Tam nasál tradice prostého života, které dříve lidé přenášeli z generace na generaci jako trvalé ověřené hodnoty.
Do školy nastoupil Karel Fořt v Horažďovicích, jednom z míst, kam byl převelen jeho otec, který pracoval jako četník. Zde se Fořt setkal se skautingem, kterému zůstal věrný po celý život.
Poprvé byl zatčen gestapem, když mu bylo 19 let. V roce 1940 totiž gestapo prohledalo skautskou klubovnu jeho oddílu, kde našlo brožury a knihy s protinacistickými hesly. Fořta zatkli, vyslýchali tak, že přišel o zub, nutili ho udat jeho kamarády. Pak ho odvlekli do budějovické věznice. Ještě téhož roku jej nečekaně propustili. Zkušenost z vězení ho utvrdila v rozhodnutí stát se knězem.

### Ze semináře na nucené práce
Nastoupil do semináře, ale na podzim 1942, kdy se nacistům už zoufale nedostávalo pracovních sil v těžkém průmyslu, odvezli Karla Fořta a jeho přátele na nucené práce do železáren Hermanna Göringa v Linci. Tam pracoval nejprve jako řadový dělník, jezdil s bagrem a nakonec skončil v administrativě závodu. V létě 1944 na rozdíl od mnoha jiných unikl smrti, když Američané zahájili nálety na nacistické továrny v Rakousku.
Při práci v továrně se v závěru téhož roku setkal s nacistickým vůdcem Adolfem Hitlerem, který tehdy přijel do železáren s filmovým štábem, aby ukázal Němcům, že výroba jede i po náletech na plné obrátky a konečné vítězství je na dosah. „Vypadal jako mumie, bez výrazu, byl úplně bledý, měl kamenný obličej. Zřejmě už věděl, že končí a že všechno je jen propaganda, která na věci nic nezmění,“ vzpomíná Karel Fořt.
Po válce pokračoval ve studiu teologie a v roce 1948 byl vysvěcen na kněze. Nastoupil na faru do Vimperka a jezdil na motorce nebo na lyžích do zapadlých šumavských vesnic, kde pomáhal nově příchozím Čechům i německým lesníkům, které ještě komunisté nevyhnali.
Pomáhal také některým lidem s odchodem přes hranice. Ve vypjaté atmosféře konce 40. let už se tak o Fořta a jeho přátele zajímala Státní bezpečnost. V roce 1950 dostal varování, že se blíží jeho zatčení kvůli vykonstruovanému obvinění. Na motorce, kterou pak ukryl v lese, odjel ke státní hranici a proplížil se na německé území. Na odchodu z republiky se domluvil s Václavem Dvořákem, který se o něj pokusil ve stejný den o několik desítek kilometrů dál na Folmavě. Dvořák se však v blízkosti hranice stal svědkem postřelení jiného uprchlíka, a plánu se proto vzdal.

### 1. útěk před komunisty: Afrika
První měsíce strávil v uprchlickém táboře Valka u Norimberka. Nakonec se rozhodl odejít do Alžírska, které bylo tehdy ještě pod francouzskou správou. Jeho úkolem na novém působišti nebylo obracet alžírské muslimy na křesťanskou víru, tak jako na jiných misiích v Africe, ale především působit mezi francouzskými, italskými a španělskými křesťany, kteří v té době v Alžírsku žili.
Působil v městečku Batna na okraji Sahary a dojížděl do vzdálených oáz – Makbaonu a Bariky. Mezi kolonisty i Araby si našel mnoho přátel. Už v roce 1954 ale zahájila Fronta národního osvobození partyzánskou válku za nezávislost. Její součástí byl strašlivý teror namířený nejen proti Evropanům, ale i arabským civilistům, kteří vzbouřence nepodporovali.
Fořt je přesvědčen, že jedním z viníků nelidského počínání Fronty národního osvobození byli Sověti. Ze země tedy opět „kvůli komunistům” odjel v roce 1962, kdy Francouzi podepsali s alžírskými zástupci dohody o svém odchodu z Alžírska.
Ještě za svého působení v Africe jezdil Karel Fořt do Mnichova, kde navštěvoval svého přítele, kněze a redaktora rádia Svobodná Evropa Alexandra Heidlera. Zamířil tam i po odjezdu z Afriky.

### 2. útěk před komunisty: Mnichov
V Mnichově se staral o české emigranty a sloužil v kostele sv. Štěpána mše v češtině. V Německu postupně vybudoval síť českých center. Když Alexander Heidler v roce 1980 zemřel, přešel Fořt na jeho místo do Rádia Svobodná Evropa jako Otec Karel, kde měl na starosti pořady o náboženství a přímé přenosy české bohoslužby.
Setkával se zde se spisovatelem Janem Čepem, básníkem Ivanem Divišem, Pavlem Tigridem a Karlem Krylem. StB jemu i dalším redaktorům nepřestávala znepříjemňovat život. Fořtovi občas neznámý hlas do telefonu sprostě nadával a vyhrožoval smrtí. Nakonec mu nasadili na faru kněze, jenž na něj donášel a postupně mu rozkradl jeho osobní archiv. Pro Svobodnou Evropu pracoval Fořt ještě na začátku 90. let.
Poté žil střídavě v kněžském domově v Českých Budějovicích a v Mnichově na české faře. Zemřel 21. ledna 2014 v Českých Budějovicích ve věku 92 let.